# Гімалаї

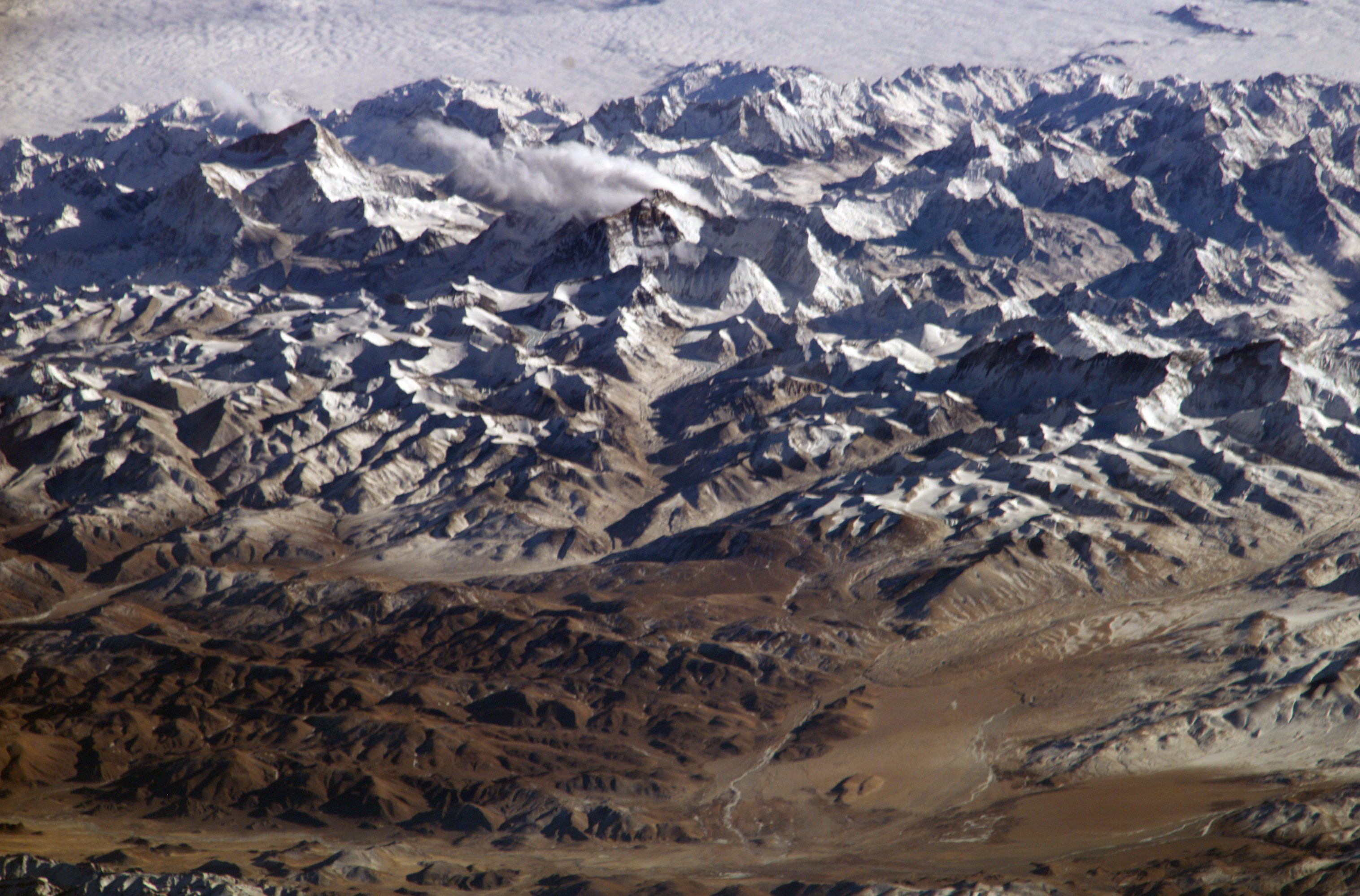
Перспектива на Гімалаї та Еверест, з космосу

Гімала́ї (санскр. हिमालय, «серце снігів») — найвищі гори на Землі, розташовані в Південній Азії між Тибетським нагір'ям на півночі та Індо-Гангською рівниною на півдні. У ширшому розумінні поширюються на Каракорум, Гіндукуш, Тоба Какар і на багато інших невеликих хребтів, що розпочинаються від Паміру. Розташовані на території сучасних Китаю, Індії, Непалу, Бутану та Пакистану. Довжина системи становить близько 2500 км, середня висота — близько 6000 м.

## Назва
Назва гірського хребта походить від санскритського Himālaya (हिमालय, «Обитель снігу»), від himá (हिम, «сніг») та ā-laya (आलय, «місце проживання»). Гори відомі під назвами Himālaya в непальській та гінді (в обох мовах записуються як हिमालय), Himalaya (ཧི་མ་ལ་ཡ་) або 'Земля Снігу' (གངས་ཅན་ལྗོངས་) в тибетській, Himāliya (ہمالیہ) в урду та Xǐmǎlāyǎ Shānmài (喜马拉雅山脉) в китайській.

## Географія

### Загальні відомості
Найвища точка Гімалаїв — Джомолунгма (Еверест) заввишки 8 848 м. Для порівняння — Аконкагуа в Андах, що є найвищою вершиною за межами Азії, має висоту 6962 м, тоді як Гімалаї мають більше 100 вершин понад 7200 метрів і 10 вершин висотою понад 8000 м.
Виникли в альпійському орогенезі, внаслідок зіткнення Індійської платформи з Азією; сучасні рухи зростання; землетруси; кліматично-рослинні яруси: мусонні, твердолистяні, хвойні ліси, альпійські луки; вічні сніги і льодовики; витоки багатьох річок, зокрема Гангу.
Утворюють різко виражений кліматичний і природний рубіж між гірськими пустелями Центральної Азії і тропічними ландшафтами Південної Азії.
Складені з магматичних та осадових порід.
Південні передгір'я складені переважно пісковиками і конгломератами, корінні схили й осьова зона — гнейсами, кристалічними сланцями, гранітами, філітами та іншими кристалічними та метаморфічними породами.
Гімалаї підносяться над Індо-Гангською рівниною трьома ярусами — гори Шивалік (Передгімалаї), Малі Гімалаї (хребти Пір-Панджал, Дхаоладхар та ін.) і Великі Гімалаї, які відділені від двох попередніх структур ланцюгом поздовжніх западин. Великі Гімалаї поділяють на Ассамські, Непальські, Кумаонські та Пенджабські Гімалаї. Для Великих Гімалаїв характерні гребені альпійського типу, значні висотні контрасти, потужне заледеніння (площа льодовиків понад 33 тис. км²).
Північні, більш короткі схили, які прилягають до порівняно вищого Тибетського нагір'я, мають меншу відносну висоту, ніж південні. Вони обмежені долинами річок Цангпо (Брахмапутра), Інд. У Гімалаях беруть початок основні річки Азії — Інд, Ганг, Брахмапутра. Південні схили Гімалаїв знаходяться під сильним впливом літнього мусону, характерними є сильні опади, добре розвинена висотна поясність фауни. На північних схилах вплив мусону слабшає, домінують гірські степи, напівпустелі. Вище 5000 м — ландшафти гляціально-нівального поясу.

### Гірські перевали
Рельєф місцевості створює декілька доступних для перетину перевалів через гори, включаючи:
- Банігал (англ. Banihal Pass[en]) — важливий прохід, що сполучає гірські райони Джамму з долиною Кашмір.
- Зоджі-Ла (англ. Zoji La) лежить між долиною Кашмір та округом Каргіл, і є єдиним західним входом у високогір'я Ладакх.
- Перевал Рогтанг (англ. Rohtang Pass[en]) у штаті Гімачал-Прадеш, Індія.
- Перевал Моган (англ. Mohan Pass[en]) є основним у рогах Шивалік, найпівденніших і геологічно молодих передгір'ях, що йдуть паралельно основним Гімалаям в Сіккімі.

### Найвідоміші вершини Гімалаїв та прилеглих хребтів
| Назва              | Висота (м) | Перше сходження | Примітки |
| ------------------ | ---------- | --------------- | --- |
| Джомолунгма        | 8848       | 1953            | Знаходиться на кордоні Непалу та КНР (Тибет).                                                                                                   |
| K2                 | 8611       | 1954            | Знаходиться на кордоні між Сінцзяном, КНР та Пакистаном.                                                                                        |
| Канченджанга       | 8586       | 1955            | Знаходиться на східному кордоні Непалу та Сіккіму, Індія.                                                                                       |
| Лхоцзе             | 8516       | 1956            | Знаходиться на кордоні Непалу та КНР (Тибет).                                                                                                   |
| Макалу             | 8462       | 1955            | Знаходиться на кордоні Непалу та КНР (Тибет), на схід від Джомолунгми.                                                                          |
| Чо-Ойю             | 8201       | 1954            | Знаходиться на кордоні Непалу та КНР (Тибет), на захід від Джомолунгми.                                                                         |
| Дхаулагірі         | 8167       | 1960            | Знаходиться в центральному Непалі. |
| Манаслу            | 8156       | 1956            | Знаходиться в центральному Непалі. |
| Нангапарбат        | 8126       | 1953            | Місце розташування — Пакистан, Гімалаї |
| Аннапурна I        | 8091       | 1950            | Знаходиться в центральному Непалі. |
| Хідден-пік         | 8080       | 1958            | Місце розташування — Пакистан, Каракорум |
| Броуд-пік          | 8047       | 1957            | Місце розташування — Пакистан, Каракорум |
| Гашербрум II       | 8035       | 1956            | Місце розташування — Пакистан, Каракорум |
| Шишабангма         | 8013       | 1964            | Місце розташування — КНР (Тибет), близько 10 км на північ від кордону з Непалом.                                                                |
| Гіачунг Канг       | 7952       | 1964            | Знаходиться на кордоні Непалу та КНР (Тибет). Найвища вершина, що не досягає 8 000 метрів.                                                      |
| Гашербрум IV       | 7925       | 1958            | Місце розташування — Пакистан, Каракорум |
| Нупце              | 7861       | 1961            | Розташовується в тому ж масиві, що й Джомолунгма та Лхоцзе                                                                                      |
| Машербрум          | 7821       | 1960            | Місце розташування — Пакистан, Каракорум |
| Нанда-Деві         | 7817       | 1936            | Місце розташування — Уттаракханд, Індія. |
| Ракапоші           | 7788       | 1958            | Місце розташування — Пакистан, Каракорум |
| Тірич-Мір          | 7708       | 1950            | Місце розташування — Пакистан. Найвища вершина Гіндукуш                                                                                         |
| Гангкхар Пуенсум   | 7570       | —               | Місце розташування — Бутан. Найвища у світі непідкорена вершина.                                                                                |
| Пік Ісмаїла Самані | 7495       | 1933            | Місце розташування — Таджикистан, Памір. |
| Мачапучаре         | 6993       | 1957            | Місце розташування — гірський масив Аннапурна, Непал.                                                                                           |
| Ама-Даблам         | 6848       | 1961            | Місце розташування — район Кхумбу, Непал. |
| Кайлас             | 6638       | —               | Розташований у західному Тибеті поблизу витоків річок Інд, Брахмапутра, Ґхаґхара та Сатледж. Священний в боні, буддизмі, індуїзмі та джайнізмі. |

## Геологія

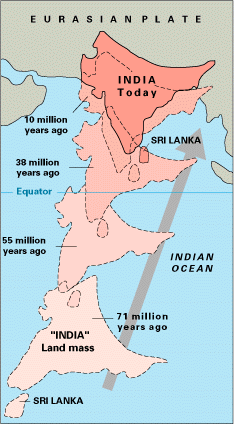
Індостанська плита перемістилася більш ніж на 6 000 км перед тим як зіткнутися з Євразійською

Згідно з теорією тектоніки плит, Гімалаї є результатом зіткнення Індійської та Євразійської плит. Це зіткнення почалося в пізньому крейдовому періоді (близько 70 мільйонів років тому), Індостанська плита, яка рухалась у північному напрямі зі швидкістю 15 сантиметрів на рік, зіткнулася з Євразійською. Частина океану Тетіс, яка їх розділяла, повністю зникла близько 50 мільйонів років тому. Індостанська плита продовжує рухатися з постійною швидкістю близько 5 сантиметрів на рік, опускаючись під Євразійську плиту і викликаючи підйом Гімалаїв і Тибетського плато.
Вминаючись в Євразійську плиту, Індостанська плита деформує літосферу Азії більше ніж на 3000 км на північ від Гімалаїв. Тибет помережаний великими розломами, які поглинають цю деформацію. На східній стороні Індостанської плити Аракан та Андаманські і Нікобарські острови в Індійському океані також були створені при русі між Індійською та Євразійською плитами.
Ця інтенсивна тектонічна активність робить регіон дуже активним у плані землетрусів. Більш того, землетруси силою 8 і більше балів задокументовано на півдні Гімалаїв.

## Клімат
Гімалаї відокремлюють Індійську низовину від Тибетського нагір'я. Південні схили гір знаходяться під впливом сезонних вітрів — мусонів. Улітку тут випадають рясні опади — у східній частині до 4000 мм, у західній — до 1000 мм опадів на рік. У свою чергу, північні схили перебувають у сфері дії континентального клімату, холодного і сухого.
Високо в горах морози влітку перевищують −25 °C, а взимку температура падає до −40 °C. Тут також часто спостерігаються ураганні вітри зі швидкістю до 150 км/год і різка зміна погоди.
Внаслідок глобального потепління гімалайські льодовики нестримно тануть. Прискорення процесу привело в 1994 році до повені озера Тортормі, яка забрала 20 життів і викликала паніку серед місцевих жителів.

## Гідрографія

### Льодовики та річки
Гімалаї нараховують близько 15 000 льодовиків, чия загальна площа становить 33 тис. км², а об'єм снігу в них — близько 6,6 тис. км³. Льодовики розташовані головним чином навколо найбільших гірських масивів і найвищих вершин. Тут, зокрема, знаходиться льодовик Сіачен, який є другим у світі за довжиною серед льодовиків, що не знаходяться за полярним колом. Також великими льодовиками є Ґанготрі (30 км), Біафо, Балторо, Зему, Кхумбу, а також Ронгбук, розташований на північному схилі гори Джомолунгма. Крижані ущелини, льодопади і зони ущелин в льодовиках постійно змінюються. Великі поля зернистого снігу (фірни) зустрічаються рідко, оскільки їх утворенню перешкоджають прямовисні схили. В останні роки вчені спостерігають суттєве збільшення темпів відступу льодовиків у регіоні внаслідок глобальної зміни клімату. Хоча ефект від цього не буде відомим ще протягом багатьох років, потенційно це може означати катастрофу для сотень мільйонів людей, які покладаються на льодовики, що живлять річки на півночі Індії під час посушливих сезонів.
Талі льодовикові води живлять багато річок, які відносять до двох великих річкових систем.
- Річки на заході регіону стікають у долину Інду, серед них найдовшою є річка з такою ж назвою. Інд починається в Тибеті, у місці злиття річок Сенге і Ґар, і тече на південний захід через Індію та Пакистан і закінчується в Аравійському морі. Основними притоками Інду є річки Джелам, Чинаб, Раві, Біас, Сатледж, та багато інших.
- Більшість інших річок Гімалаїв, впадають у Ганг і Брахмапутру. Ганг бере свій початок в льодовику Ґанготрі, де він називається Бхаґіратхі, потім тече на південний схід по рівнинах північної Індії. Основна притока Гангу тут — Алакнанда. Брахмапутра бере свій початок у західному Тибеті під назвою Ярлунг Зангбо (або Цангпо), і перетинає Тибет із заходу на схід, і в північно-східній Індії повертає на південь. Ганг і Брахмапутра зустрічаються Бангладеші і впадають в Бенгальську затоку, утворюючи найбільшу у світі дельту[3].

Річки східного Тибету живлять Іраваді — головну річку Бірми, яка впадає в Андаманське море.
Салуїн, Меконг, Янцзи і Хуанхе (Жовта річка) — усі беруть початок на Тибетському плато, але вони не вважаються справді Гімалайськими річками. Такі річки, деякі географи називають пери-гімалайськими.
У басейнах гімалайських річок живуть близько 1,3 мільярдів людей.

### Озера
У Гімалаях є сотні озер. Більшість з них розташовуються на висотах нижче 5000 м, а їх розмір зменшується з висотою. Найбільше озеро — Пангонг-Цо, простягається уздовж кордону між Індією і Тибетом. Воно розташоване на висоті 4600 м і нараховує 134 км в довжину і 8 км в ширину. Одне з озер, розташованих на височинах є Ґурудонґмар в Північному Сіккімі, розташоване на висоті 5148 м. Значними озерами також є озеро Цонґмо, розташоване поблизу індо-китайського кордону в Сіккімі на висоті 3780 м та Тілічо, розташоване в Непалі в гірському масиві Аннапурна на висоті 4949 м.
Гірські озера, відомі, географам як карові, що викликані льодовиковою діяльністю, розташовані переважно у верхів'ях Гімалаїв, на висотах вище 5500 м.

## Яруси рослинності
У Гімалаях ясно видно триярусний розподіл рослинності: знизу вгору змінюються тераї (заболочені джунглі), вічнозелені тропічні ліси, листяні, хвойні, змішані, альпійські луки.
На північних, сухіших схилах, де вплив мусону слабшає, домінують гірські степи і напівпустелі. Біля підніжжя гір розкинулися сухі саванні і хвойні ліси, а далі — густіші листяні. У передгір'ях Гімалаїв західних росте дерево Дхака (Butea monospera), яке дає цінну смолу і дорогу деревину. У східній частині до висоти 1000 м схили вкриті вологим і болотистим лісом типу джунглів під назвою «тераї», який дає цінну деревину салового дерева (Shorea robusta). Вище починається зона тропічного лісу з бамбуком, пальмами і деревоподібними папоротями. Від висот 2000 м переважають листяні ліси з дубами, магноліями, каштанами та кленами. Вище 2600 м частіше зустрічаються хвойні дерева, у тому числі гімалайські сосни та кедри.
Від 3500 до 4000 м розташований ярус рододендронів і карликових чагарників, а також високогірних мохів. Вище 5000 м — ландшафти гляпіально-нівального пояса. Кордон вічних снігів проходить на висоті 4500 м (з південного боку) і 6000 м (з північної).

## Саґарматга
Національний парк Саґарматга розташований в Непалі, у центральній частині Високих Гімалаїв. Його площа становить 1240 км². Крім Джомолунгми, тут знаходяться восьмитисячники Лхоцзе і Чо-Ойю. На території національного парку водиться багато видів ссавців, у тому числі і сніжні барси (ірбіси), яким загрожує зникнення, чорні гімалайські ведмеді, гімалайські вовки і тибетські лисиці. З птахів — гімалайський шуліка, благородний орел і орлан. Саґарматга включена до переліку пам'яток світової культурної і природної спадщини, складеного ЮНЕСКО у 1976 р., щоб зберегти не тільки природні багатства, але і традиційний уклад життя народів Землі.

## Шерпи

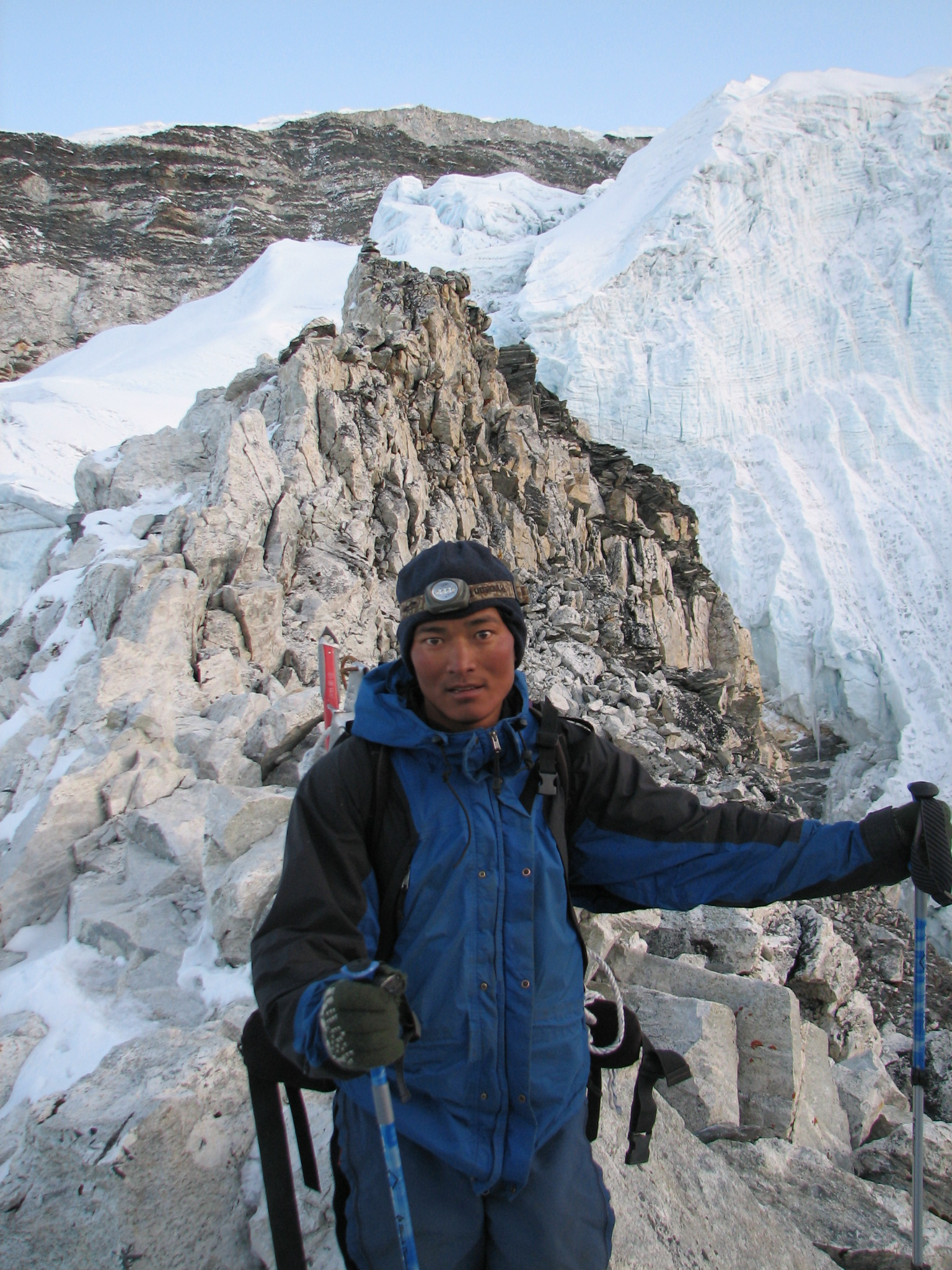
Шерп-провідник

На території парку живуть шерпи, які прийшли сюди із західного Тибету в ΧV—XVI ст., очевидно, під натиском сильніших сусідів. Дослівно «шерпа» означає «люди сходу» (по-тибетські «шер» — схід і «па» — люди). Ця етнічна група нараховує кілька племен, кожне з яких має власні традиції і діалект, споріднений тибетській мові. Шерпи займалися скотарством і рубкою лісу, торгували олією, тканинами і одягом. Сьогодні вони заробляють собі на життя землеробством: вирощують картоплю та інші овочі на крихітних полях. Ці клаптики родючого ґрунту обгороджені кам'яними стінами заввишки трохи більше метра, які оберігають землю і рослини на ній від змиву з крутих схилів.
Додатковий дохід шерпи отримують, беручи участь в експедиціях. У наші дні шерпи не тільки носії, але і провідники — рівноправні, досвідчені і добре екіпіровані партнери дослідників Гімалаїв із Європи, Америки чи Австралії.
Селища шерпів забудовані дуже щільно і складаються з 10—30 кам'яних будинків, оточених полями. На першому поверсі знаходяться господарські приміщення, які іноді використовують як спальні для туристів. На другому поверсі знаходиться одна велика кімната з відкритим вогнищем у центрі. На ньому готують їжу, а тепло від вогню зігріває весь будинок.
Шерпи вірять, що на самій високій горі світу живуть боги.

## Підкорювачі Гімалаїв
| Вершина      |  | Висота (м) | Країна             | Рік підкорення |
| ------------ |  | ---------- | ------------------ | -------------- |
| Джомолунгма  |  | 8852       | Непал/Китай(Тибет) | 1953           |
| Канченджанга |  | 8586       | Непал/Індія        | 1955           |
| Лхоцзе       |  | 8516       | Непал/Китай(Тибет) | 1956           |
| Макалу       |  | 8463       | Непал/Китай(Тибет) | 1955           |
| Чо-Ойю       |  | 8201       | Непал/Китай(Тибет) | 1954           |
| Дхаулагірі   |  | 8167       | Непал              | 1960           |
| Манаслу      |  | 8156       | Непал              | 1956           |
| Нанга Парбат |  | 8126       | Пакистан           | 1953           |
| Аннапурна I  |  | 8091       | Непал              | 1950           |
| Шиша Пангма  |  | 8012       | Китай(Тибет)       | 1964           |

Сходження в Гімалаях почалися в 1950 році з підкорення Аннапурни I (8091 м). Експедиції зазвичай організовуються навесні або восени — взимку сходження дуже ускладнене.
Вперше підкорити Еверест взимку (в лютому 1980 року) вдалося полякам Кшиштофу Велицкому і Лешеку Тихому. Перша європейська жінка, яка підкорила Еверест — польська альпіністка Ванда Руткевич (загинула при підйомі на Канченджангу в 1991 р.). На сьогодні на вершину Евересту людина піднімалася вже близько 1200 разів. У списку підкорювачів 900 прізвищ (деякі піднімалися більше одного разу). На вершині побували 60-річний чоловік і 13-річний юнак, а в 1998 році — перша людина з інвалідністю.
Манаслу вперше підкорили японець Т. Іманіші і шерп Г. Нобре в 1956 році.
У 1996 році Анатолій Букрєєв підкорив відразу чотири восьмитисячника 10.05.1996 — Еверест, 17.05.1996 — Лхоцзе, 25.09.1996 — Чо-Ойю, 09.10.1996 — Шишабангма.
Мрією кожного альпініста є завоювання «Корони Землі» — підкорення всіх 14 восьмитисячників, 11 з яких знаходяться в Гімалаях. Першим досяг цього в 1986 році італієць Райнгольд Месснер. Казах Денис Урубко став першим альпіністом з СНД, який підкорив всі 14 восьмитисячників планети. До нього таким вважався український альпініст Владислав Терзиул, однак йому не зарахували передвершину Броуд пік і Шиша Пангму Центральну.
Комерціалізація туризму та альпінізму загрожує навколишньому середовищу, особливо в районі туристичних баз, розташованих у підніжжя гір. Розмах комерційних підйомів на Еверест (часто з використанням техніки) загрожує екосистемі Гімалаїв. Відходи на колись найчистіших льодовиках засмічують воду, при тому що половина всієї питної води на Землі надходить з гір.
У розрідженому повітрі зменшується опірність організму, з'являються проблеми з концентрацією уваги, провали в пам'яті і галюцинації (так звана гірська хвороба). Деякі альпіністи (раніше — всі) піднімаються з маленьким (зазвичай зробленим із титану) балончиком з киснем. Вище 7000 м (або навіть 5500 м) починається так звана «зона смерті». Вона непридатна для життя людини — організм не в змозі відновити тут сили навіть після середньої витрати енергії.